# Vital Remains
Vital Remains – amerykańska grupa muzyczna wykonująca death metal ze stylistycznymi wpływami black metalu. Powstała w 1989 roku w Providence na Rhode Island. Mimo wielokrotnych zmian składu zespół nieprzerwanie funkcjonuje do dziś z Tonym Lazaro jako jedynym członkiem z oryginalnego składu, występującym w nim nieprzerwanie od chwili założenia.

## Historia

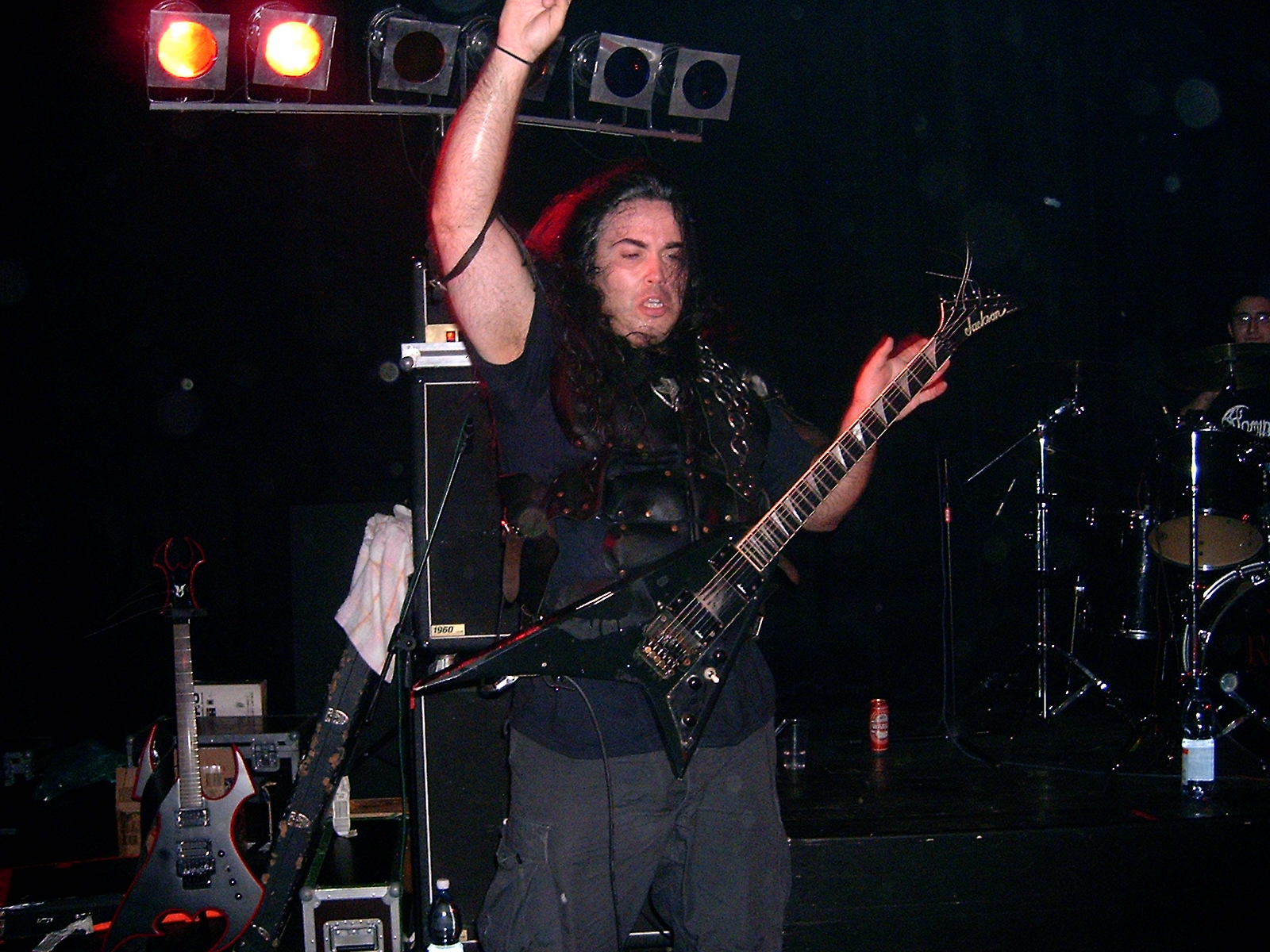
Tony Lazaro, 2005

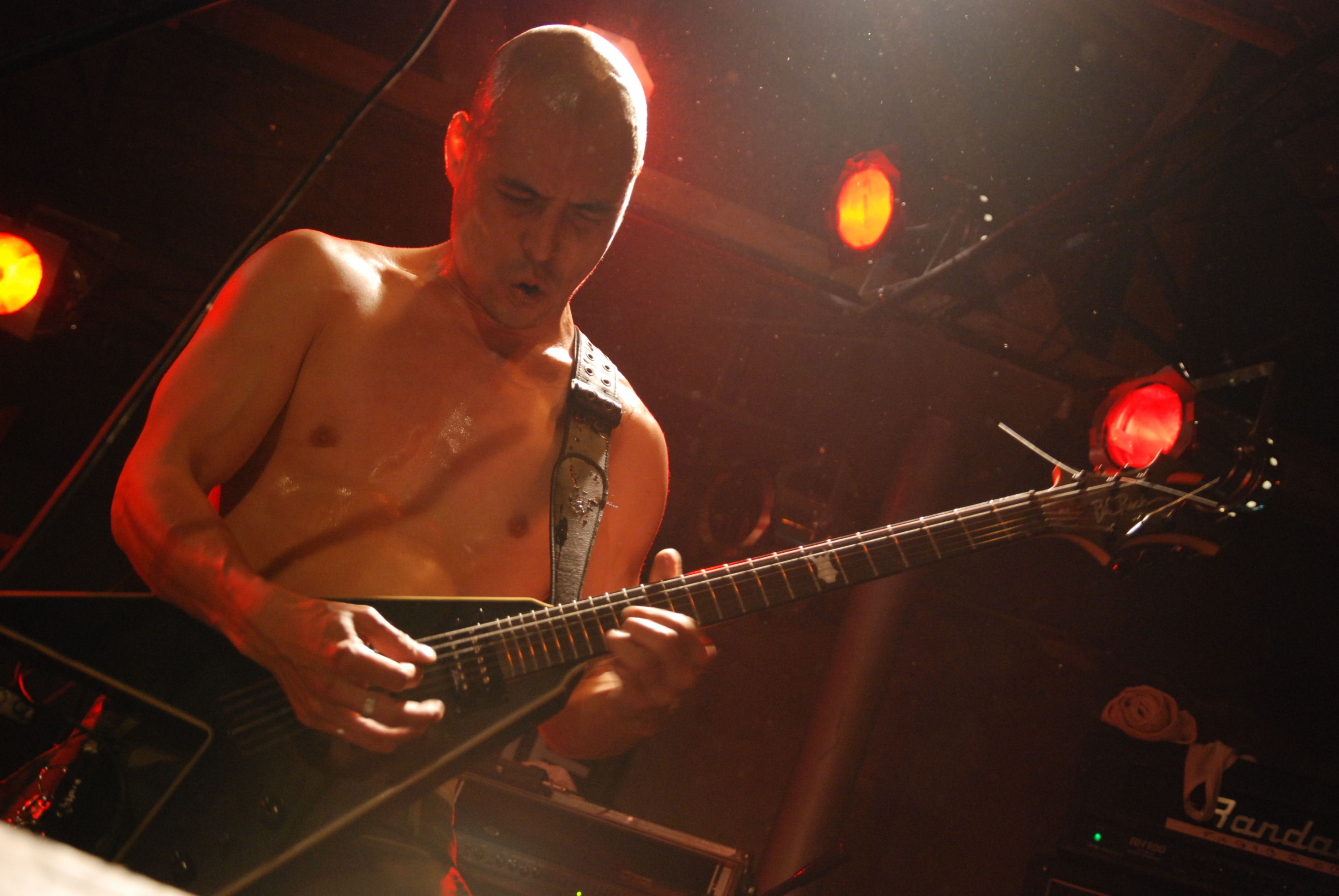
Dave Suzuki, 2007

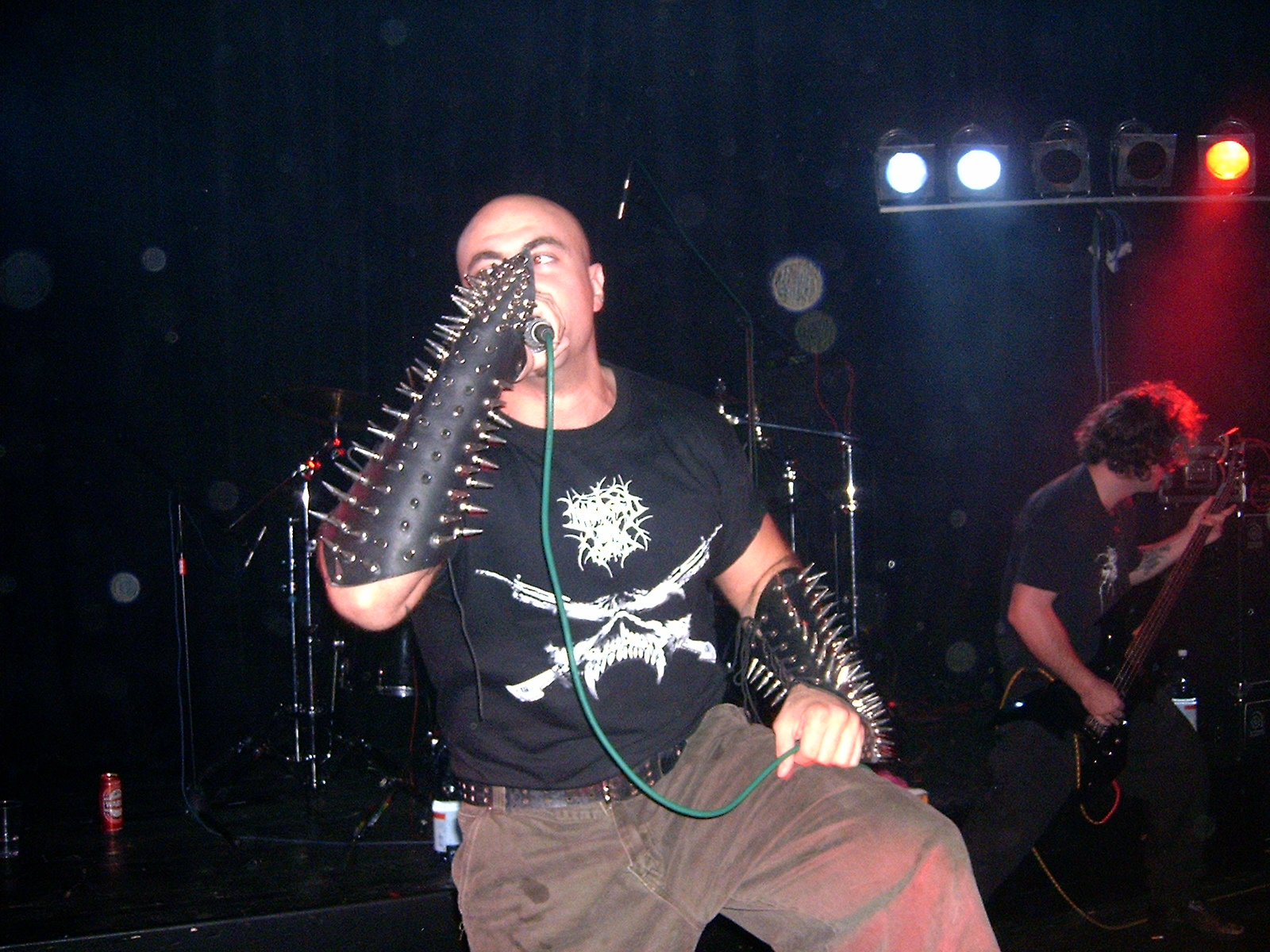
Anthony Geremia, 2005

Zespół powstał w 1989 roku w Providence na Rhode Island z inicjatywy gitarzystów Paula Flynna i Tony'ego Lazaro, wokalisty Jeffa Gruslina, basisty Toma Supkowa oraz perkusisty Chrisa Duponta. Rok później ukazały się pierwsze nagrania formacji na kasecie demo zatytułowanej Reduced to Ashes. W 1990 roku ukazało się drugie demo pt. Excruiating Pain. W 1991 roku nakładem  Thrash Records ukazało się dwuutworowe demo pt. The Black Mass. W 1992 roku ukazał się debiutancki album formacji pt. Let Us Pray. 
W 1993 roku nakładem wytwórni Peaceville Records ukazał się split Vital Remains / Morta Skuld. Wydawnictwo w limitowanym do 500 egzemplarzy zostało wydane na płycie gramofonowej. W 1995 roku została wydana druga płyt grupy pt. Into Cold Darkness. W 1997 roku ukazał się trzeci album studyjny formacji zatytułowany Forever Underground. 
W 1999 roku został wydany czwarty album zespołu pt. Dawn of the Apocalypse. Po nagraniach z zespołu został zwolniony Thorn borykający się z uzależnieniem od narkotyków i alkoholu. Początkowo do zespołu powrócił Jeff Gruslin, jednakże ostatecznie nowym wokalistą został Jake Raymond. 
W 2002 roku z zespołu odeszli wokalista Jake Raymond i basista Ron Green. W 2003 roku został wydany piąty album formacji pt. Dechristianize. Zespół do współpracy zaprosił wokalistę grupy Deicide - Glena Bentona. Również w 2003 roku firma Yavcom Guitars opracowała sygnowany model gitary dla Tony'ego Lazaro pod nazwą The Crucifire. 
W maju 2004 roku zespół odbył amerykańska trasę koncertową z towarzyszeniem zespołów The Black Dahlia Murder, Cattle Decapitation oraz Watch Them Die. W październiku 2005 roku formacja dała szereg koncertów w Polsce. Podczas występów grupa wykonała interpretację utworu "Carnal" z repertuary Vader zadedykowaną zmarłemu perkusiście Krzysztofowi "Docentowi" Raczkowskiemu. 
28 stycznia 2006 roku w The Living Room w Providence w Rhode Island zespół dał specjalny koncert. Formacja wystąpiła w składzie Glen Benton (śpiew), Tony Lazaro (gitara), Dave Suzuki (perkusja), Ron Greene (gitara basowa) oraz Ralph Santolla, który opanował cały materiał koncertowy Vital Remains w przeciągu pięciu dni. W lutym ukazała się pierwsza kompilacja nagrań zespołu pt. Horrors of Hell. Tego samego roku podczas koncertu w Knitting Factory w Hollywood w USA okradziony został perkusista Tim Yeung. Skradzione zostały talerze perkusyjne oraz futerały które były prezentem od ojca muzyka. 
W 2007 roku z zespołu odszedł Yeung, którego zastąpił Antonio Donadeo. 24 kwietnia ukazał się szósty album studyjny formacji zatytułowany Icons of Evil. Była to druga płyta nagrana z udziałem wokalisty Glena Bentona. Nagrania zostały zarejestrowane w Mana Recording Studio na Florydzie we współpracy z producentem muzycznym Erikiem Rutanem. Tego samego roku nakładem Metal Mind Productions ukazało się pierwsze wydawnictwo DVD Vital Remains pt. Evil Death Live. W 2008 roku Donadeo zastąpił Keshava Doane.

## Muzycy
| Obecny skład zespołu - Brian Werner – wokal prowadzący (2011, od 2012) - Tony Lazaro – gitara rytmiczna (od 1989) - Gator Collier – gitara basowa (od 2008) - Dean Arnold – gitara prowadząca (od 2015) - James Payne – perkusja (od 2014) Byli członkowie zespołu - Paul Flynn – gitara prowadząca (1989-1996) - Dave Suzuki – gitara prowadząca, gitara basowa, perkusja, wokal wspierający (1997-2009) - Tom Supkow – gitara basowa (1989-1990) - Joseph "Joe" Lewis – gitara basowa, wokal prowadzący (1990-2000) - Chris Dupont – perkusja (1989-1990) - Ace Alonzo – perkusja (1990-1994) - Rick Corbett – perkusja (1994-1996) - Jeff Gruslin – wokal prowadzący (1989-1996, 1999) - Thorn – wokal prowadzący (1999-2003) - Glen Benton – wokal prowadzący (2003-2009) |  | Byli muzycy koncertowi - Jake Raymond – wokal prowadzący (1999) - Anthony Geremia – wokal prowadzący (2006-2007) - Damien Boynton – wokal prowadzący (2007-2008) - Scott Wily – wokal prowadzący (2008-2012) - Kelly Conlon – gitara basowa (2000-2001) - Ron Greene – gitara basowa (2000, 2005) - Derek Boyer – gitara basowa (2003) - Istvan Lendvay – gitara basowa (2004) - Brian Hobbie – gitara basowa (2007-2008) - Kyle Severn – perkusja (2000) - Tim Yeung – perkusja (2003-2007, 2009) - Marco "Lord Doomus" Pitruzzella – perkusja (2005-2006) - Antonio Donadeo – perkusja (2007-2008) - Keshava Doane – perkusja (2008-2009) - Eddy Hoffman – perkusja (2009-2011) - Alberto Allende – perkusja (2011-2012) - Jack Blackburn – perkusja (2012-2014) - Taylor Fishman – gitara prowadząca (2008-2009, 2009-2010) - Eric Sagardia – gitara prowadząca (2009) - John Hate – gitara prowadząca (2010-2011) - Brian Weber – gitara prowadząca (2011-2013) - Aaron Homma – gitara prowadząca (2013-2014) |

## Dyskografia
Albumy studyjne
- Let Us Pray (1992, Deaf Records)

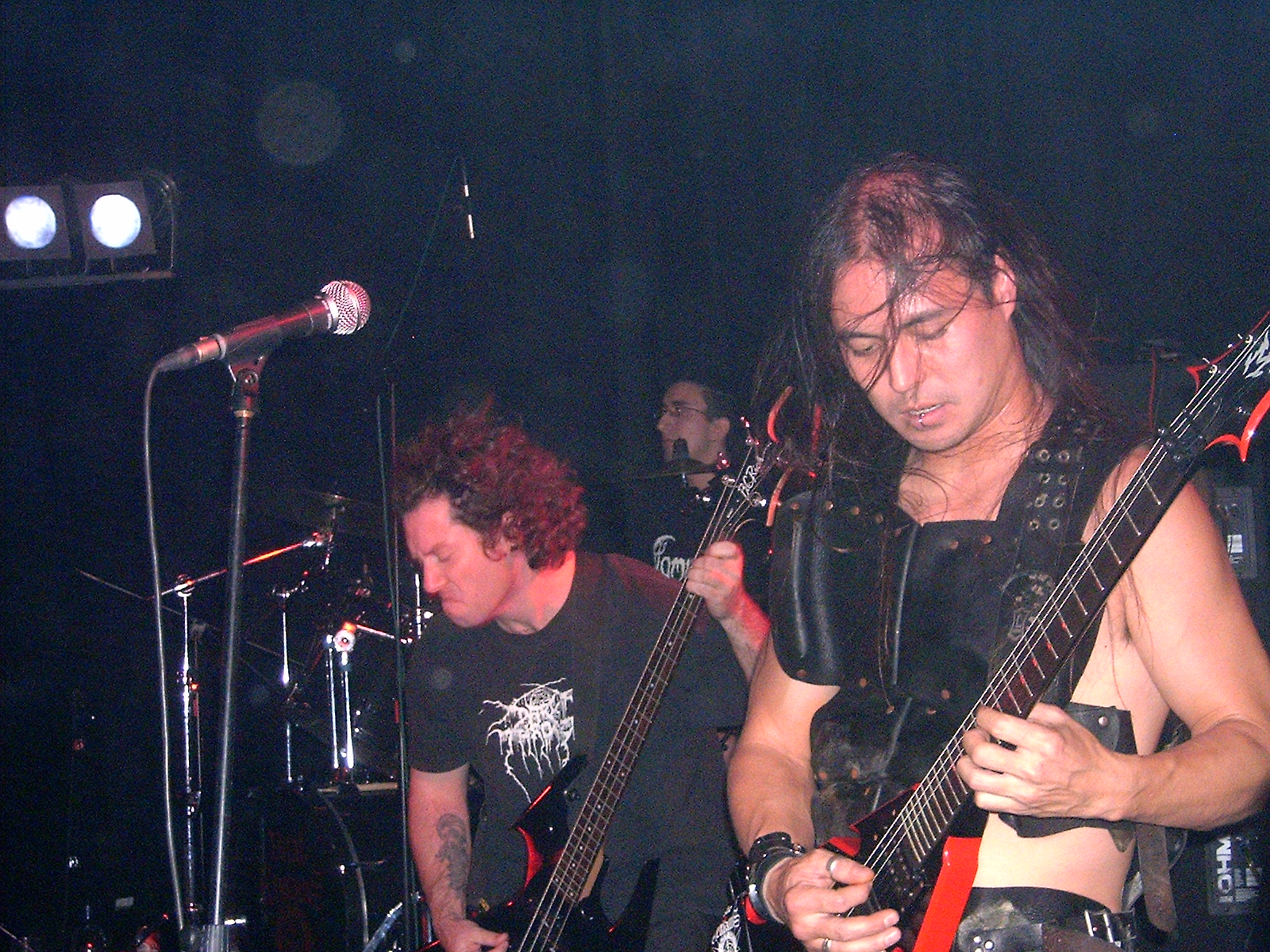
Ron Greene, Marco Pitruzzella i Dave Suzuki, 2005

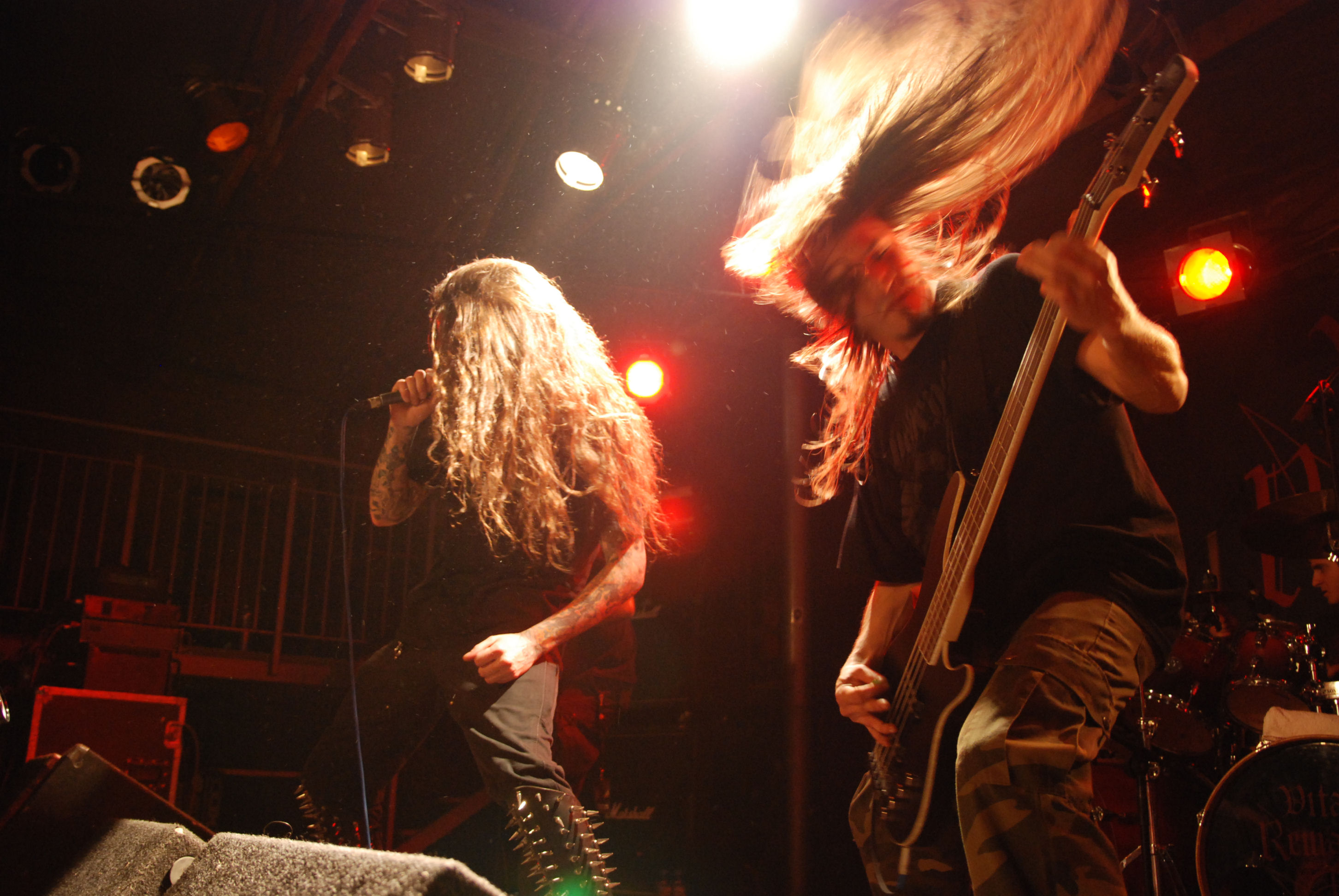
Damien Boynton i Ron Green, 2007

- Into Cold Darkness (1995, Peaceville Records)
- Forever Underground (1997, Osmose Productions)
- Dawn of the Apocalypse (1999, Osmose Productions)
- Dechristianize (2003, Olympic Recordings)
- Icons of Evil (2007, Century Media Records)

Kompilacje
- Horrors of Hell (2006, Century Media Records)

Splity
- Vital Remains / Morta Skuld (1993, Peaceville Records)

Dema
- Reduced to Ashes (1989, wydanie własne)
- Excruiating Pain (1990, Wild Rags Records)
- The Black Mass (1991, Thrash Records)

## Wideografia
- Evil Death Live (DVD, 2007, Metal Mind Productions)